# ゴットフリート・ケラー
ゴットフリート・ケラー（Gottfried Keller, 1819年7月19日 - 1890年7月15日）は、スイスのドイツ語作家。
代表作に自伝的教養小説『緑のハインリヒ』があるが、ケラーの小説は長編・短編ともにリアリズムを根底に据えながらもロマンティックな味わいがあり、高度な悲劇性とユーモアを兼ね備えていることで知られ、「スイスのゲーテ」と呼ばれた。彼の肖像はスイスの第5次紙幣の10フランに描かれていた。

## 経歴
チューリッヒのろくろ職人の息子として生まれたが、5歳の時に父を事故で失い、その後妹と共に母の手一つで育てられる。小学校を出て実業学校へ進んだが、1834年に些細な事件で退学処分を受け、それから画家になろうと修業を始めた。1840年から2年間ミュンヘンに留学したが、結局充分な成果を得られず失意のうちに帰郷し、画業を諦め文学の道に進む。後にこの波乱に満ちた生い立ちは、母への感謝と後悔の気持ちを込めて、自伝的長編小説『緑のハインリヒ』（1854年-1855年、改作1879年-1880年）にまとめられることになる。今日この作品は、近代ドイツ文学の傑作の一つに数えられ、ケラーの代表作として広く知られている。
文学に転身したケラーは詩人を志し、政治詩や恋愛詩を書いて認められ、『詩集』（1846年）を出した。政治詩には、当時チューリッヒに亡命していた急進的詩人ゲオルク・ヘルヴェークやフェルディナント・フライリヒラートの影響があり、また当時スイスを二分していたプロテスタント諸州とカトリック諸州との抗争に強く関心を示し、プロテスタント義勇軍に2度参加している。
1848年にチューリッヒ州の奨学金を得て、ドイツのハイデルベルクに留学する。ここで無神論の哲学者、ルートヴィヒ・アンドレアス・フォイエルバッハの講義を聴き、大きな影響を受けた。1850年にベルリンに移り5年間滞在する。苦しい生活を送りながら、少年の人間形成の過程を描いた教養小説『緑のハインリヒ』や、それと並ぶ代表作の一つとなる、スイスの架空の小都市を舞台にスイス人の生活をユーモアを込めて批判的に描いた短編集『ゼルトウィーラの人々』（第1巻・1856年、第2巻・1874年）、後年にイギリスの作曲家フレデリック・ディーリアスにより、オペラ『村のロメオとジュリエット』（1907年）になる、悲劇的物語『村のロメオとユリア』（1856年）などを執筆する。
1861年にチューリッヒ州政府第一書記に選ばれ、以後15年間在任。その間は専ら政治生活に専念する。退職後文筆活動を再開し、故郷の歴史を取材した『チューリッヒ短編小説集』（1878年-1879年）、『緑のハインリヒ』の改作、恋愛小説集『寓意詩』（1882年）、時代批判的な長編小説『マルティン・ザーランダー』（1886年）などを矢継ぎ早に発表し、ドイツ語リアリズム文学の最高峰と目されるに至った。

## 主な作品
- 1846年　詩集 (Gedichte)

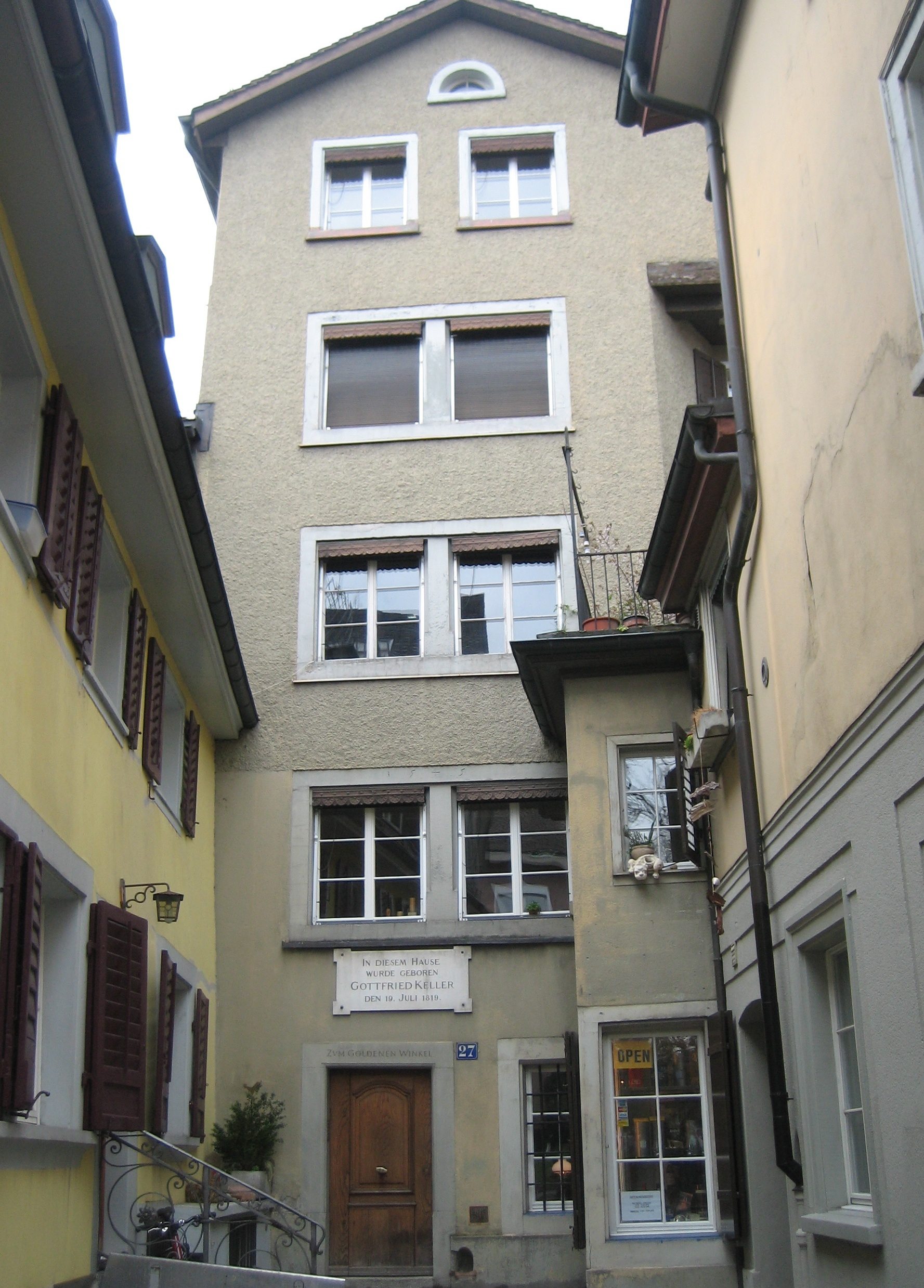
チューリッヒのノイマルクトの「黄金の片隅」にあるケラーの生家

- 1851年　新詩集 (Neuere Gedichte)
- 1853年-55年　緑のハインリヒ (Der grüne Heinrich)
- 1856年　ゼルトウィーラの人々 (Die Leute von Seldwyla) 第1巻
  - 顰め面のパンクラーツ (Pankraz, der Schmoller)
  - (Romeo und Julia auf dem Dorfe)
『村のロメオとユリア』（草間平作訳、岩波文庫、復刊1989年）
  - アムライン夫人とその末子 (Frau Regel Amrain und ihr Jüngster)
  - 三人の律義な櫛職人 (Die drei gerechten Kammmacher)
  - 仔猫シュピーゲル (Spiegel, das Kätzchen)
- 1872年　七つの聖譚 (Sieben Legenden)
- 1873年-74年　ゼルトウィーラの人々 (Die Leute von Seldwyla) 第2巻
  - 馬子にも衣裳 (Kleider machen Leute)
  - 幸運の鍛冶屋 (Der Schmied seines Glückes)
  - 恋ぶみ濫用 (Die mißbrauchten Liebesbriefe)
  - ディーテゲン (Dietegen)
  - 失われた笑い (Das verlorene Lachen)
- 1877年　チューリッヒ短編小説集 (Züricher Novellen)
  - ハートラウプ (Hadlaub)
  - マネックの阿呆者 (Der Narr auf Manegg)
  - グライフェン湖の代官 (Der Landvogt von Greifensee)
  - 七人の正義派の小旗 (Das Fähnlein der sieben Aufrechten)
  - ウルズラ (Ursula)
- 1879年-80年　緑のハインリヒ (Der grüne Heinrich) 改作
『緑のハインリヒ』（伊藤武雄訳、岩波文庫 全4巻、復刊1990年）
- 1881年　寓詩物語 (Das Sinngedicht)
- 1883年　Gesammelte Gedichte
- 1886年　マルティン・ザーランダー (Martin Salander)
- 1889年　Gesammelte Werke